# Aurélie Genêt
Pour les articles homonymes, voir Genêt.
Aurélie Genêt est une autrice française de fantasy et de fantastique, née le 28 janvier 1979 à Nancy (Meurthe-et-Moselle).

## Biographie
Aurélie Genêt est orthophoniste et vit en Lorraine.

## Publications
- Les Modifiés, éditions Sombres-Rets, 2013  (ISBN 978-2-918265-14-6)[1].
- La Forêt des Murmures, Nats Editions, 2016.
- Les Larmes d'Ipacheta, Nats Éditions, 2017.
- Rechingen, éditions Royzz, 2017  (ISBN 978-2-36372-097-9)[2]
- Le Dernier Hipposus, éditions Royzz, 2019  (ISBN 978-2-36372-204-1)[3].
- Sur les traces de Belzébuth, Nats Éditions, 2019  (ISBN 9-783958-58190-6).
- Aquaal, le secret de l'Île Originelle, éditions Livr's, 2021  (ISBN 978-2-37910-068-0)[4].
- La nouvelle Nancéide, éditions La loutre de Béryl, 2023  (ISBN 978-2-957600526), prix Gilles Laporte 2024